# John Mantua
John Albert Mantua (* 25. Dezember 1992) ist ein philippinischer Leichtathlet, der im Kugelstoßen sowie im Diskuswurf an den Start geht.

## Sportliche Laufbahn
Erste internationale Erfahrungen sammelte John Mantua im Jahr 2019, als er bei den Südostasienspielen in Capas mit einer Weite von 15,85 m den fünften Platz im Kugelstoßen belegte und mit 47,59 m auf Rang sieben im Diskusbewerb gelangte. 2022 wurde er dann bei den Südostasienspielen in Hanoi mit 16,96 m Vierter im Kugelstoßen. Im Jahr darauf belegte er bei den Südostasienspielen in Phnom Penh mit 15,93 m den siebten Platz im Kugelstoßen, gelangte mit 45,63 m auf Rang sechs im Diskuswurf und wurde mit 42,96 m Siebter im Hammerwurf.
2021 wurde Mantua philippinischer Meister im Kugelstoßen sowie im Diskuswurf.

## Persönliche Bestleistungen
- Kugelstoßen: 17,33 m, 16. April 2022 in Singapur
- Diskuswurf: 49,57 m, 17. April 2022 in Singapur
- Hammerwurf: 45,70 m, 30. Oktober 2022 in Pasig City